# Angelica Van Buren
Angelica Singleton Van Buren (ur. 13 lutego 1818, zm. 29 grudnia 1877 w Nowym Jorku) – pierwsza dama USA w latach 1837-1841.

## Życie

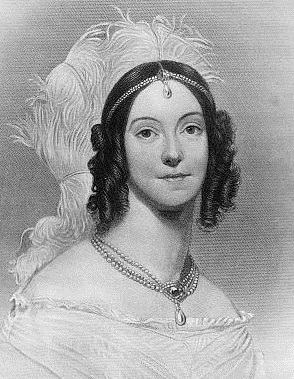
Angelica Singleton Van Buren

Angelica była wychowywana w szkole z internatem w Filadelfii i pochodziła z doskonałej rodziny z Karoliny Południowej. Na jej rodzinnej plantacji, Home Place, znajdowały się tor wyścigowy, ogród krajobrazowy i wielkopańska rezydencja. W eleganckim towarzystwie, wśród bogatych elit Angelica Singleton Van Buren nie była nowicjuszką.
Angelica była młodszą kuzynką byłej pierwszej damy Dolley Madison. Gdy przyjechała do niej w odwiedziny Dolley złożyła wizytę w Białym Domu, by przedstawić swą krewniaczkę. Owdowiały, wówczas urzędujący, prezydent Martin Van Buren, miał czterech dorosłych synów, mieszkających razem z nim.
Do pięknej i dystyngowanej Angeliki zaczął się zalecać jeden z nich, Abraham, który sprawował obowiązki sekretarza swojego ojca. Angelica i Abraham wkrótce się zaręczyli, po czym, kilka miesięcy po pierwszym spotkaniu, wzięli ślub. Kuzynka Dolley Madison wzięła na siebie obowiązki gospodyni Białego Domu.
Korespondent jednej z gazet tak pisał o Angelice sprawującej obowiązki gospodyni w dzień Nowego Roku 1839: „Dama (...) o swobodnych i wdzięcznych manierach, potrafiąca z lekkością i ożywieniem prowadzić konwersację (...). Podobno zniosła trudy trzygodzinnej levée tak cierpliwie i pogodnie, że wydałaby się niestrudzona każdemu, kto by przeszedł przez tak ciężką próbę”.  Angelica, której mentorką była Dolley Madison, musiała zrobić wrażenie na gościach Białego Domu.
Po ślubie młoda para wyruszyła w podróż poślubną do Europy. Podczas długiej wyprawy wielokrotnie spotykali się z koronowanymi głowami. W Wielkiej Brytanii pełniąca de facto obowiązki pierwszej damy Angelika oraz syn prezydenta zjedli obiad z królową Wiktorią. We Francji podejmował ich król Ludwik Filip I, który wraz z odnowieniem monarchii przywrócił dworską etykietę.
Pompa i ceremonie towarzyszyła młodej parze, gdziekolwiek się pojawiła. Angelica Van Buren jako pierwsza spośród pierwszych dam podróżowała za granicę. Europejskie dwory nie były pewne jak przyjmować amerykańskich dostojników. Van Burenowie nie byli głowami państwa, tylko bliskimi krewnymi prezydenta. Jako jego krewniacy mieli status dygnitarzy, odmienny jednak od tego, jaki przysługiwał dziedzicom tronu. Młoda republika stanowiła problem dla starych dworów w Europie.
Ludwik Filip postanowił przyjąć Angelicę i jej męża jak monarchów. Powitani zostali przez królową, która siedziała na podniesieniu, otoczona damami dworu, podczas gdy lokaj obwieszczał przybycie gości. Królowa i jej monarsza świta nie zbliżali się do gości i nie ściskali dłoni według zwyczaju, jaki w Białym Domu wprowadziła Dolley Madison, lecz zachowywali sztywne formy narzucone przez hierarchię społeczną. Istnieją pewne świadectwa, że młoda Angelica była pod ogromnym wrażeniem tych towarzyskich rytuałów.
Czy pod wpływem Angeliki, czy też może z prawdziwych upodobań Martina Van Burena, po powrocie młodej pary z ich długiej europejskiej podróży poślubnej okres surowej skromności w Białym Domu dobiegł końca. Podczas obiadów zaczęto podawać gościom potrawy w wyraźnie europejskim guście. Znów nie brakowało drogich win i innych trunków. Gdy jednak Biały Dom ucztował i bawił się, reszta kraju pogrążała się w kryzysie.
Znów zaczęto organizować wystawne przyjęcia. Angelica postanowiła przyjmować gości w królewskim stylu. Okryta długą purpurową suknią, w ozdobionym klejnotami przybraniu głowy z trzema długimi piórami, otoczona niewielką świtą dam w falbaniastych białych strojach, oczekiwała na podniesieniu, by przestawiono jej zaproszonych. Być może nakryciem głowy chciała nawiązać do turbanów Dolley Madison, lecz obserwatorom z zewnątrz wydawało się ono bez wątpienia „królewskie”.
Choć nie bezpośrednio, Angelica stała się celem ataków. Sugerowano, że próbowała przekonać Kongres, by przyznał fundusze na założenie wokół Białego Domu królewskich ogrodów, jakie widziała podczas swojej podróży po Europie. Nie jest przesadą stwierdzenie, że gusta Angeliki Van Buren wywarły wielki wpływ na wynik wyborów, w których ponownie brał udział jej teść. Poza tym nie wpływała ona na decyzje partyjne czy politykę Van Burena za jego kadencji.
W 1840 Van Buren przegrał wybory. Angelica i jej mąż opuścili Waszyngton, by dzielić czas między Europę, Karolinę Południową i Nowy Jork.